# Emil-Reich-Hof

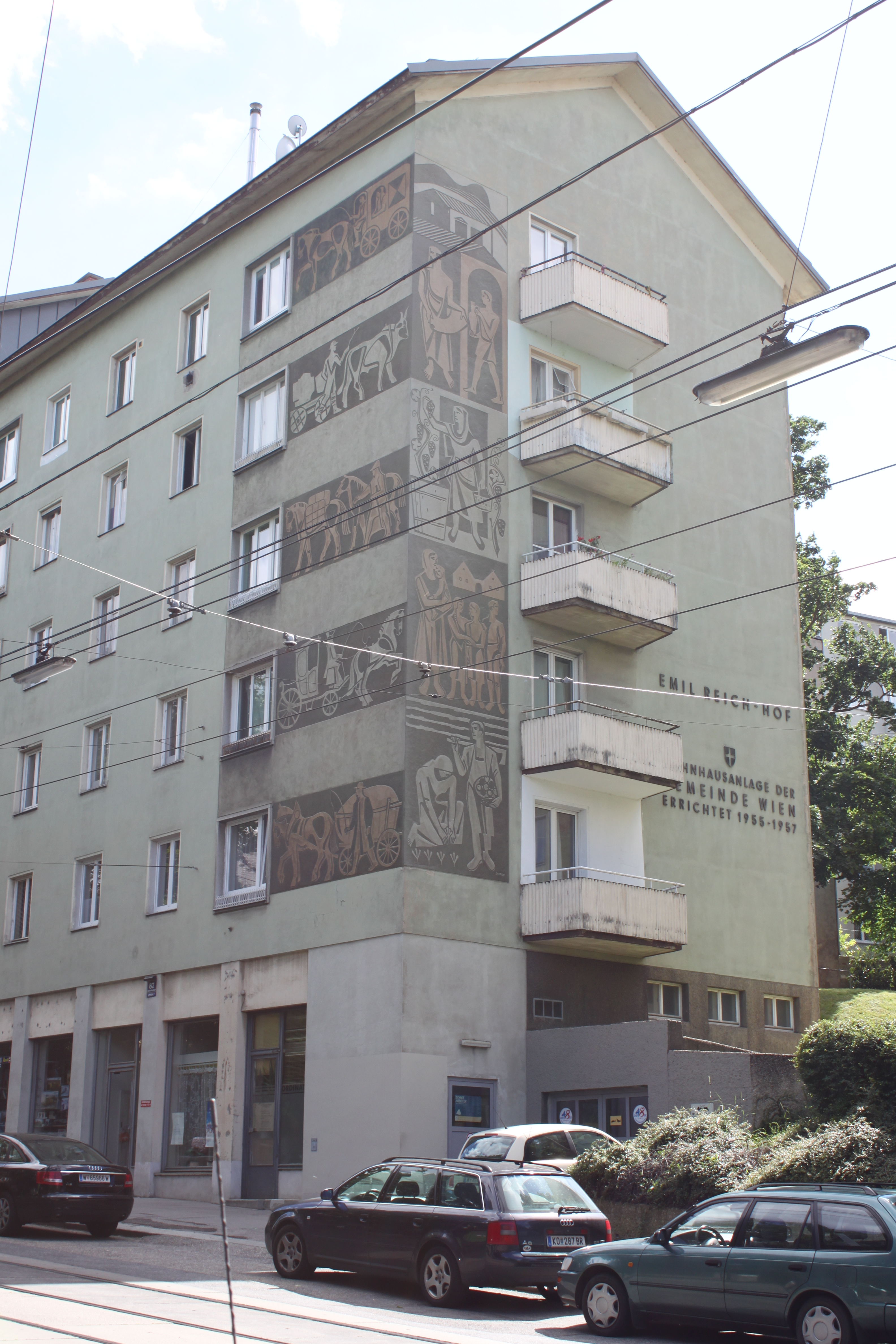
Eckmosaik „Darstellungen von der Römerzeit bis zum 19. Jahrhundert“

Der Emil-Reich-Hof ist ein Gemeindebau im 19. Wiener Gemeindebezirk Döbling. Er wurde zwischen 1955 und 1957 nach Plänen der Architekten Ladislaus Hruska und Kurt Schlauss errichtet und umfasst 110 Wohnungen.

## Lage
Der Emil-Reich-Hof liegt in der Döblinger Katastralgemeinde Oberdöbling. Die Wohnhausanlage wurde entlang der Döblinger Hauptstraße 87–93 errichtet und besteht aus vier nebeneinanderliegenden Gebäudeblöcken. Hinter der Wohnhausanlage befindet sich eine große Grünzone, durch die ehemals der Krottenbach floss, welcher seit seiner Einwölbung jedoch unterirdisch als Bachkanal geführt wird. An der gegenüberliegenden Seite des Gemeindebaus liegt der Wertheimsteinpark.

## Bauwerk und Kunst
Der Emil-Reich-Hof gliedert sich in vier Baublöcke mit fünf Stiegen. Die beiden äußeren Gebäude wurden direkt an die Nachbargebäude angebaut. Das südlichste der Gebäude (Nr. 87) umfasst zwei Stiegen und fünf Geschoße und wurde mit dem (Kunst am Bau) Eckmosaik „Darstellungen von der Römerzeit bis zum 19. Jahrhundert“, geschaffen zwischen 1955 und 1956 von Ernst Schrom, geschmückt. Die beiden folgenden, freistehenden Gebäudeteile wurden etwas hinter die Baulinie zurückversetzt. Der nördlichste, sechsgeschoßige Baukörper wurde wie sein südliches Pendant mit Lochfassade und Satteldach ausgeführt. An den Seiten der beiden Gebäude befinden sich Balkone. Die mittleren Gebäude umfassen acht Geschoße, deren Mittelrisalite durch seitlich anschließende Balkone strukturiert werden. Die einfach gehaltenen Fassaden werden durch die in der Höhe versetzten Stiegenhausfenster aufgelockert. Neben dem Eckmosaik befindet sich mit der 1956 von Gottfried Buchberger gestalteten Plastik eines jungen, tanzenden Paares ein weiteres Kunstwerk (Kunst am Bau) in der Wohnhausanlage.
Die Wohnhausanlage wurde nach dem Literaturwissenschaftler und Autor, Kunstmäzen und Gründer von Volkshochschulen Emil Reich benannt.